# Tomás Damas
Tomás Damas (1825-1890) fou un guitarrista espanyol autor de les obres Nuevo método de guitarra por cifra compaseada (Madrid, 1868); Nuevo método de bandurria por cifra (Madrid, 1868) i Método completo y progresivo de guitarra (Madrid, 1869).